# Zurnabad
Zurnabad (ryska: Зурнабад) är en ort i Azerbajdzjan.   Den ligger i distriktet Xanlar Rayonu, i den västra delen av landet, 300 km väster om huvudstaden Baku. Zurnabad ligger 898 meter över havet och antalet invånare är 1 273.
Terrängen runt Zurnabad är huvudsakligen kuperad, men söderut är den bergig. Zurnabad ligger nere i en dal. Närmaste större samhälle är Yelenendorf, 10,9 km nordost om Zurnabad.
I omgivningarna runt Zurnabad växer i huvudsak lövfällande lövskog. Runt Zurnabad är det ganska tätbefolkat, med 52 invånare per kvadratkilometer.